# Casolla
Casolla, insieme al borgo di Grotti costituisce uno dei sei quartieri in cui è divisa la città di Nocera Inferiore, appunto detto
Casolla - Grotti. Di questo quartiere fanno parte, tra gli altri, i rioni Montalbino e Vescovado.

## Storia

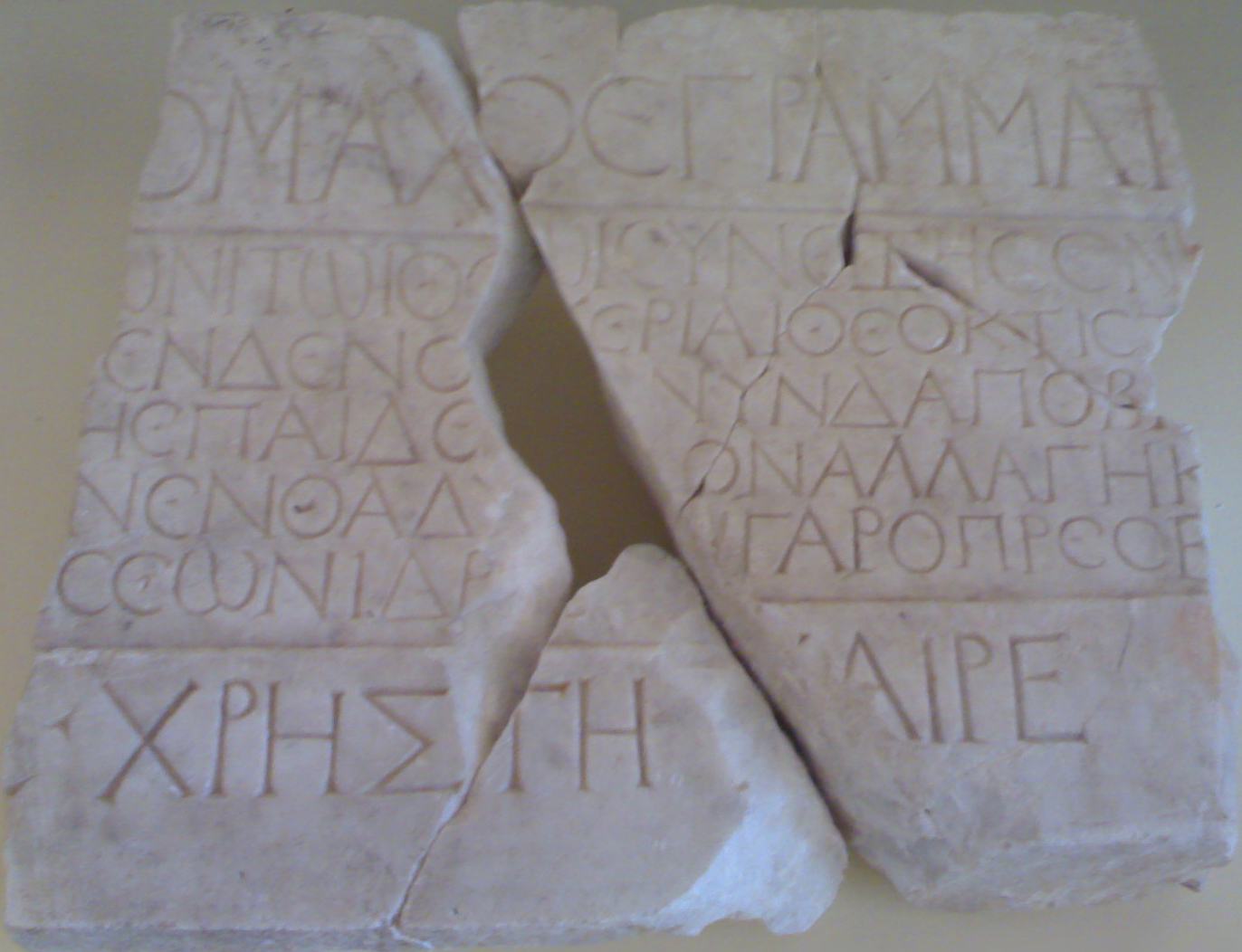
La lapide con iscrizione greca ΘΕΟΚΤΙCT/OC/ (fondata da un dio) rinvenuta nei pressi di Casolla

Il villaggio di Casolla sorgeva a ridosso della cinta muraria dell'antica città di Nuceria Alfaterna, fu proprio nei pressi di Casolla che venne rinvenuta l'epigrafe ΘΕΟΚΤΙCT/OC/ la quale indicava l'origine della città. La prima menzione del villaggio con l'attuale toponimo la si riscontra nei documenti del Codex diplomaticus Cavensis sin dal 940, il casale conserva antichi palazzi e due importanti strutture di culto: la pregevole Cappella di San Nicola e la chiesa dei Santi Simone e Giuda. Era parte dell'Università (e dal 1806 al 1834 quale entità comunale) di Nocera Corpo, così come la zona di Piedimonte ed il Vescovado. Alla scissione di Nocera nel 1851, i borghi fecero regia richiesta per far parte di Nocera Inferiore.
Nel 1872 nel borgo casollese fu fondato l'istituto detto delle Serve dell'addolorata, successivamente trasferitosi nell'attuale struttura di Porta Romana a Nocera Superiore.

## Chiesa di San Simone e Giuda
La prima citazione della chiesa risale al 1255, quando Riccardo Filangieri donò alla chiesa di Materdomini un podere ai confini dell'ecclesia Sancti Simonis. In un documento del 1479 è citata, invece, la ecclesia Santi Simonis et Judae Casollae.
La struttura, della quale nulla resta per le fasi più antiche, fu elevata a parrocchia dal vescovo Francesco Trivulzio nel 1625. Tuttavia la parrocchia fu soppressa nel 1689 a causa dei gravi danni riportati dopo il sisma del 5 giugno 1688.
Nel 1710 gli abitanti del rione riottennero la loro chiesa che fu ricostruita e inaugurata nel 1757.
Nuovamente danneggiata fu oggetto di restauri nel XIX e nel XX secolo.
Sul finire del Novecento la struttura fu ristrutturata e fu edificato un campanile. Il culto nei confronti di santa Rita da Cascia fu promosso all'inizio del XX secolo (1910) con l'acquisto, presso l'officina delle statue sacre di san Biagio dei librai a Napoli, di una statua della santa. Negli anni cinquanta la parrocchia acquisì una reliquia della santa di Cascia. Ancora oggi, la processione di S.Rita è una dei maggiori eventi popolari in Campania, celebre per le famose cascate di petali di rose che vengono lanciate al passaggio della statua della santa. La chiesa custodisce una piccola statua di sant'Anna, di sant'Antonio da Padova, santa Maria delle Grazie e del Sacro Cuore di Gesù.
Da segnalare la presenza di una tela con la Vergine e i Santi Apostoli Simone e Giuda Taddeo di un anonimo napoletano del XIX secolo.

## Cappella di San Nicola
In passato era nota come Cappella di Santa Maria a Monte, dedicata alla Madonna dei Miracoli di Mont'Albino.
È formata da due piccole cappelle. Nella prima, caratterizzata da un pavimento maiolicato ottocentesco, è presente un prestigioso soffitto ligneo con al centro una grande tela del Sammartino, risalente al 1759, raffigurante una Natività. Più in basso è raffigurato il Martirio di San Lorenzo.
La confraternita era ospitata nell'oratorio attiguo. Sono ancora presenti gli stalli lignei degli associati e un dipinto del seicento raffigurante la Dormitio Virginis.

## Palazzi
Da segnalare i settecenteschi palazzi delle famiglie Nola, Jovane e Malinconico.

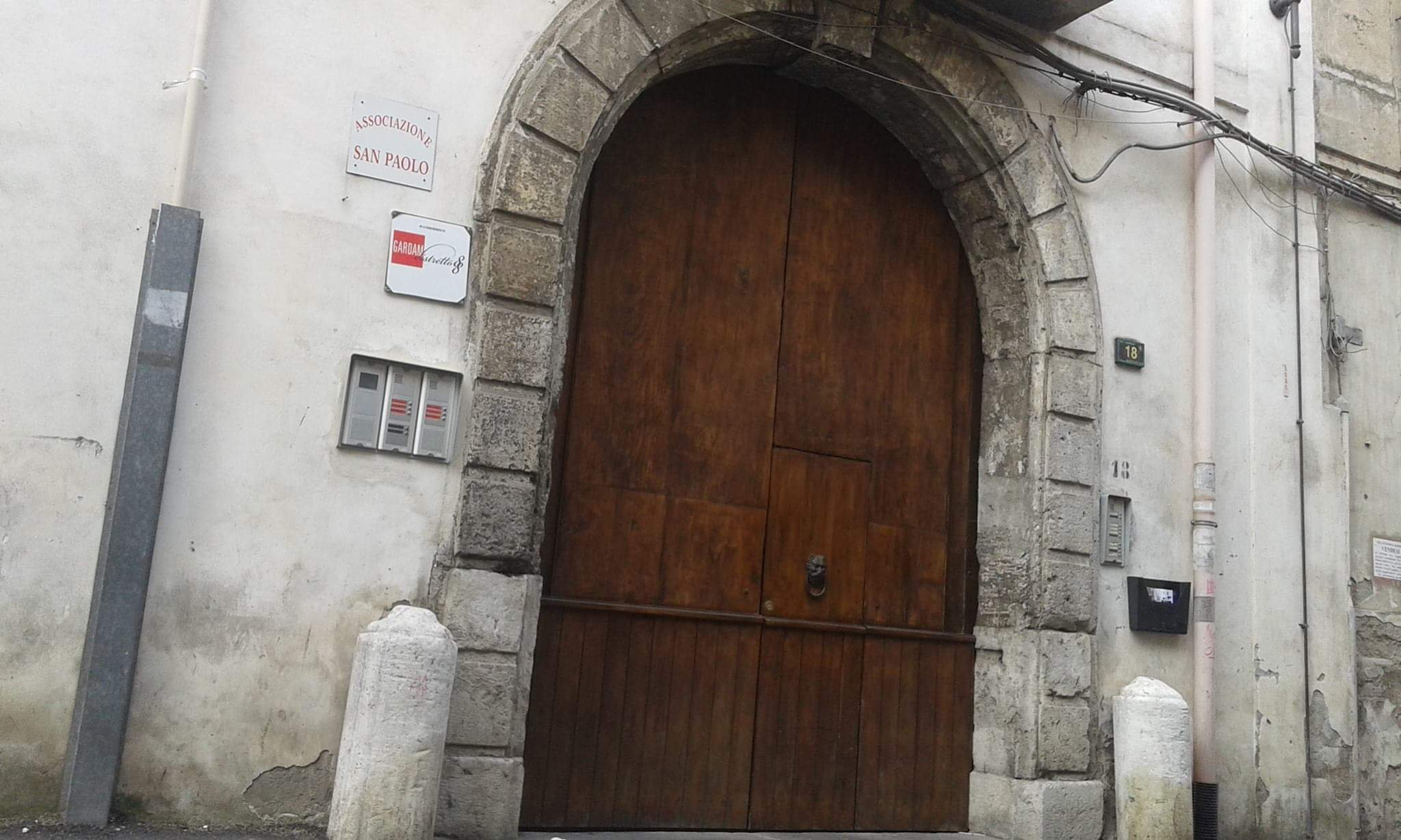
Palazzo Malinconico, prospetto dell'ingresso
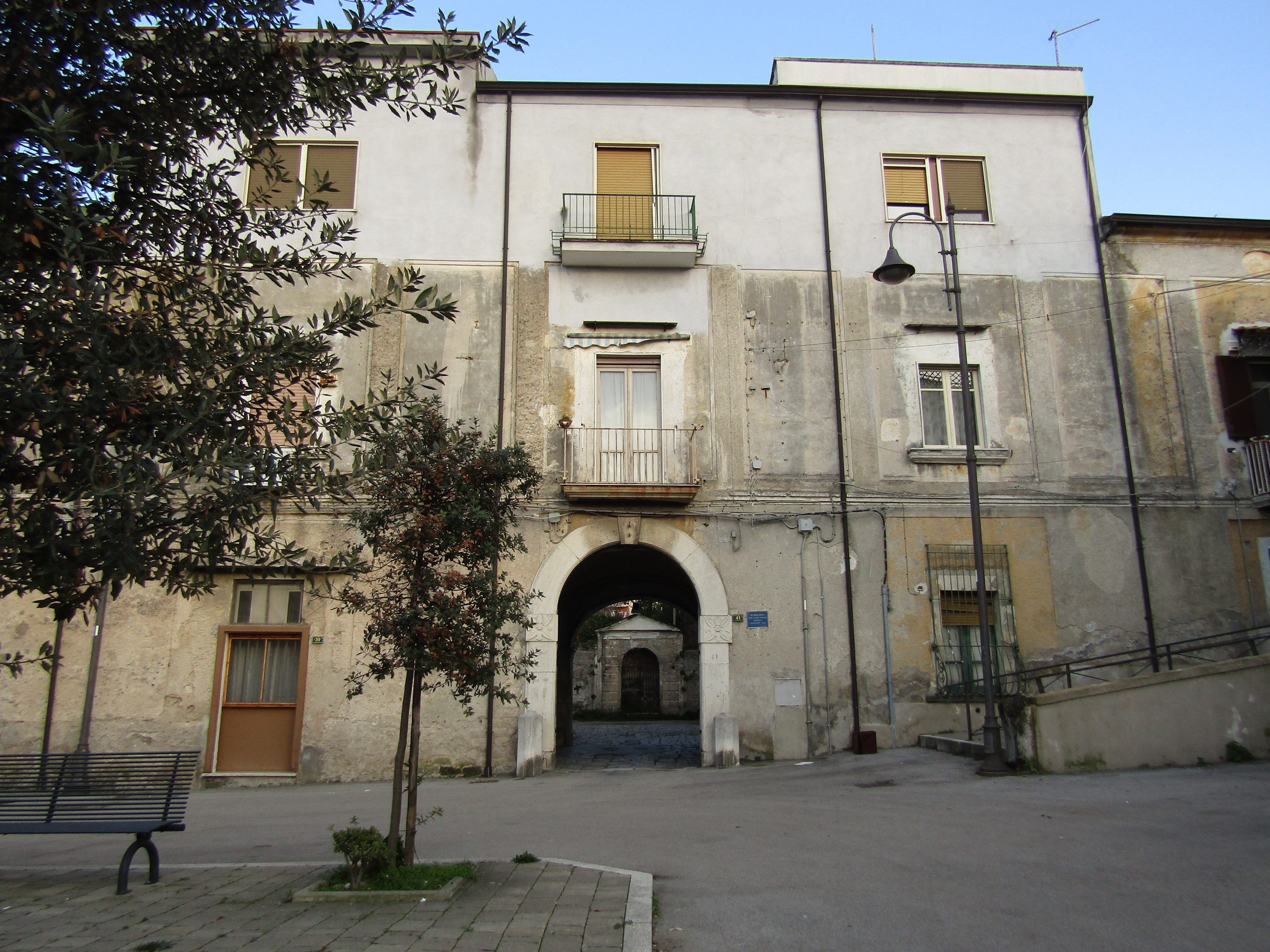
Palazzo Sanseverino
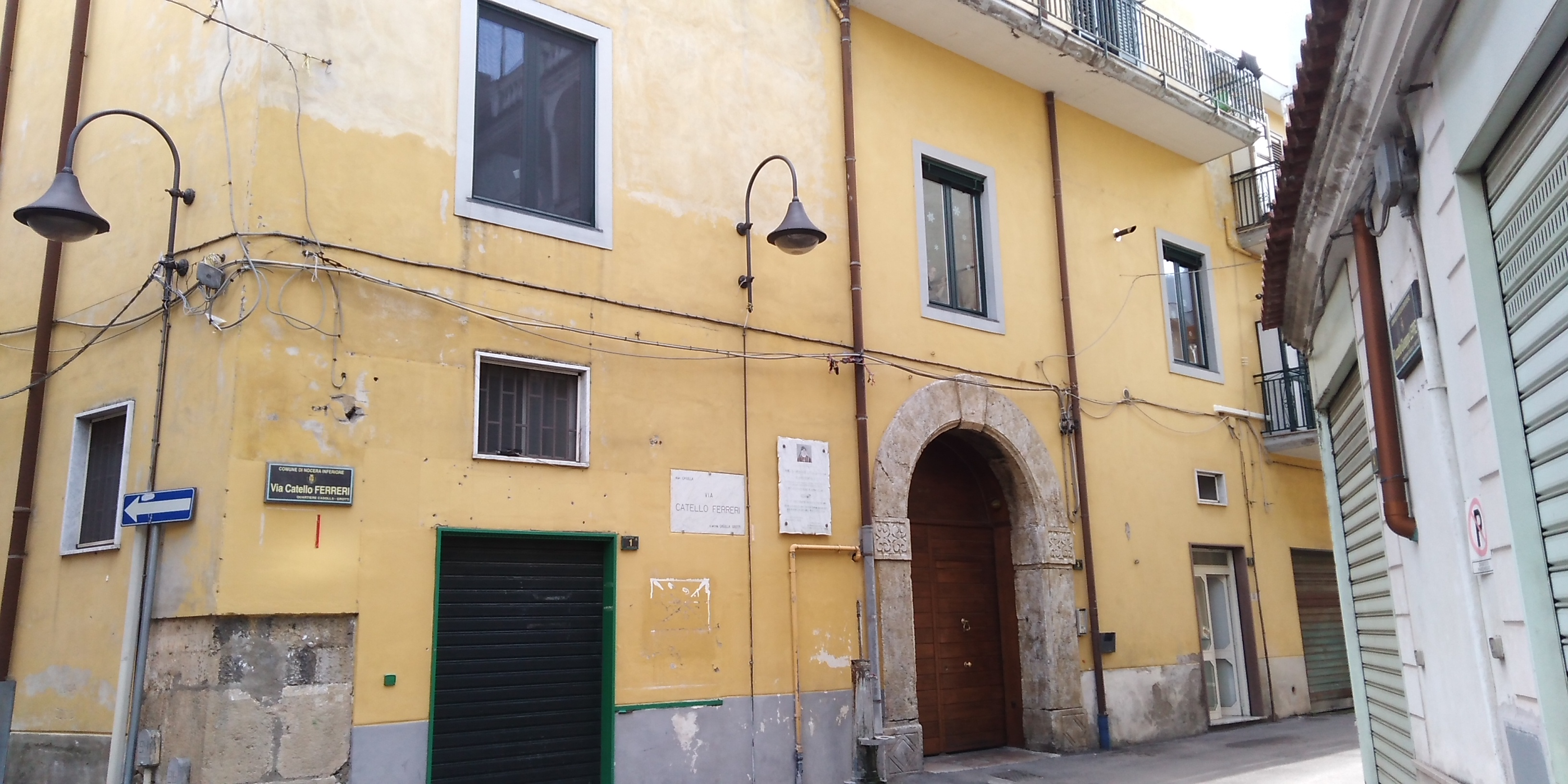
Prospetto dell'edificio che ospitava il primo istituto delle serve di Maria Addolorata
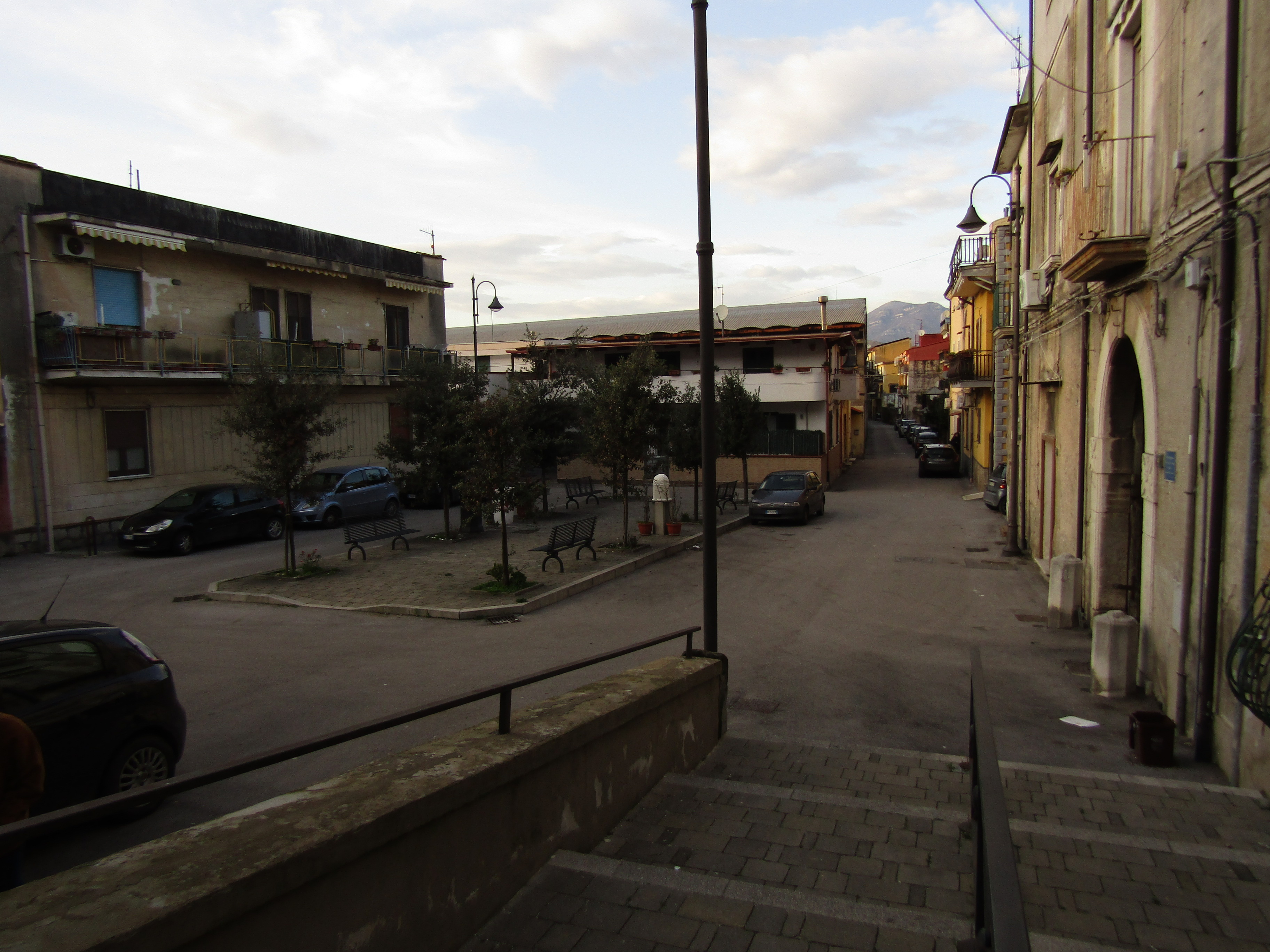
La piazzetta di via Ferreri con prospetto dell'antico palazzo Sanseverino

## Cultura

### LaCascata di rose
Le patrone del rione sono Santa Rita e Santa Maria delle Grazie, che sono venerate in una solenne processione nell'ultima domenica di maggio. La quale, da decenni, fa tappa in un vasto parco residenziale nella zona moderna di Casolla (all'altezza di via Siciliano) e in via Siniscalchi, dove gli abitanti del complesso di case accompagnano il passaggio delle statue, facendo scendere dai balconi e dai tetti migliaia di petali di rosa, fiorellini e coriandoli, dando la suggestione a chi segue la processione di essere immersi in una immensa cascata di fiori.

### Ilcorteo storicodi Santa Rita
Circa un mese prima della processione solenne, nel giorno di Santa Rita, si tiene una rievocazione storica che racconta, in varie tappe, la vita della santa di Cascia. Il corteo parte dalla parrocchia principale, attraversando tutti i punti del rione, concludendosi in piazza Armando Diaz, al centro di Nocera Inferiore.

## Sport
Legata al quartiere è la formazione calcistica delle Pro Casollese. Fondata nel 1949, venne rifondata nel 2000 come A.C. Casollese, verrà denominata in seguito Virtus Casollese per poi ritornare negli ultimi anni con la storica denominazione, dal 2021 si iscrive col nome di Pro Casolla C5 al campionato di Serie D, gradino più basso del panorama calcettistico nazionale, giocando le sue gare interne nelle strutture pertinenti all'associazione omonima. Nel 2023 vince gli spareggi promozione ed accede al campionato di Serie C2.
Nacque in questo borgo la Società Ciclistica Nocerina, che nel 1984 raggiunse il massimo campionato italiano dedicato a questa disciplina.
Di origine casollese sono il velista e imprenditore Salvatore Sarno, capitano e fondatore del Team Shosholoza.

## Curiosità
- Casolla ospita un plesso elementare con annesso asilo, dedicati a Giuseppe Marrazzo, nonché la Scuola Media Ilaria Alpi.
- Nel 2016 è stato inaugurato un nuovo piazzale nei pressi della scuola media, dedicato alle vittime di Nassiriya.